# 888
Cette page concerne l'année 888  du calendrier julien.
L'année 888 est une année bissextile qui commence un lundi.

## Événements
- 12 janvier : Charles le Gros meurt sans laisser d'héritier direct[1].
- Janvier : Rodolphe Welf, fils de Conrad d’Auxerre, comte d'Auxerre est élu roi de Bourgogne transjurane à l'abbaye de Saint-Maurice[2].
- Janvier - février : le Widonide Guy de Spolète, venu d'Italie à l'appel de l'archevêque de Reims Foulques, est couronné roi des Francs à Langres par l'évêque Geilon. Il n'est pas reconnu par les Grands et doit retourner en Italie, où il combat contre Béranger de Frioul pour la royauté italienne[3].
- Février : Bérenger Ier, fils d’Eberhard de Frioul, est reconnu comme roi des Lombards par une partie de la noblesse et se fait couronner à Pavie (fin en 924)[4]. Pendant le règne de Bérenger, les cours comtales, symbole important du pouvoir central, cessent de fonctionner.
- 29 février : Eudes, fils de Robert le Fort, élu roi de Francie occidentale par les grands au détriment du Carolingien Charles III le Simple, est couronné à Compiègne par l'archevêque de Sens, Gautier (fin de règne en 898)[5]. Le pouvoir royal ne s’étend plus au-delà de la Gaule septentrionale. Eudes abandonne l’usage des missi dominici et amoindrit considérablement ce qui reste du fisc royal, pour laisser la couronne à l’héritier carolingien légitime en 898. Après la cession de la Normandie en 911, Charles le Simple est destitué et remplacé par Robert, comte de Paris.
- Mars - avril : Rodolphe de Bourgogne est couronné roi de Lotharingie par Arnaud, évêque de Toul[2].
- Printemps : Les Vikings brûlent Troyes et continuent vers Verdun et Toul[5]. Après l’incendie de Troyes, la population est regroupée dans l’enceinte romaine qui est reconstruite.
- 20 avril :
  - le prince Lie Jie devient empereur de la dynastie des Tang en Chine sous le nom de Zhaozong[6].
  - consécration de l'église abbatiale de Santa Maria de Ripoll par Godmar, évêque de Vic[7].

- 1er mai : Concile de Metz[8]. Mention de Juifs dans la vallée de la Moselle et en Allemagne. Ils se consacrent à la culture de la vigne et au commerce international.
- 7 mai : traité entre Venise et l'empereur Bérenger contre les Slaves[9].
- 14 juin : les Vikings prennent Meaux. Son évêque et ses habitants sont massacrés[3].
- 24 juin : une bande de Vikings est battue par Eudes à la bataille de Montfaucon en Argonne[3].
- 29 juin : mort d'Al-Mundhir[10]. Début du règne de Abd Allah ben Muhammad émir de Cordoue (fin en 912)[11].
- Août : Eudes se rend à Worms auprès d'Arnulf de Carinthie. Eudes reconnait la suzeraineté nominale du Carolingien qui approuve en retour son titre de roi[5].
- Août - novembre[12] : les Vikings attaquent la Bretagne[3]. Ils sont défaits à Questembert (888 ou 890)[13] et chassés du Morbihan par Alain le Grand, comte de Vannes, aidé par Bérenger, comte de Rennes.
- Octobre : Victoire des Aghlabides sur la marine byzantine lors de la bataille navale de Milazzo
- 9 octobre - 8 novembre : Rodolphe de Bourgogne est à Ratisbonne. Il doit reconnaître l'autorité d'Arnulf de Carinthie sur la Bourgogne transjurane et lui abandonner ses prétentions sur l'Alsace et la Lotharingie[2].
- 13 novembre : Eudes est couronné une seconde fois à Reims par l'archevêque Foulques le Vénérable avec les insignes royaux donnés par Arnulf de Carinthie[14].

- Le comte de Poitiers Ramnulf II se proclame roi d’Aquitaine à la mort de Charles le Gros. Il reconnait cependant Eudes comme roi de Francie Occidentale en 889[15].
- Les Sarrasins établissent une base à Fraxinetum (La Garde-Freinet) près de Saint-Tropez (jusqu’en 973)[16]. Cette base, leur seule installation durable en Gaule, leur permet de piller les monastères et les villes de l’intérieur et de se livrer à la chasse à l’esclave.
- Bataille indécise près du Clanio entre le comte de Capoue Atenolf, allié à Aiulf II de Bénévent, et Athanase de Naples, allié aux Byzantins. Les deux partis utilisent des auxiliaires Sarrasins[17].
- Révolte des habitants de Bari contre les Byzantins, avec le soutien du prince de Bénévent Aiulf II. Les Grecs parviennent à reprendre la ville[18].

- Mention d'une forteresse aristocratique à Château-Larcher en Poitou[19].
- Publication des Basiliques, code législatif de l'Empire byzantin en soixante livres, par l'empereur Léon VI le Sage[20].